# Élections législatives de 1885 dans les Côtes-du-Nord
Les élections législatives  dans le Côtes-du-Nord ont lieu les dimanche 4 octobre 1885 et 18 octobre 1885. Elles ont pour but d'élire les députés représentant le département à la Chambre des députés pour un mandat de quatre années.

## Élections partielles (1881-1885)

### Loudéac
Dans l’arrondissement de Loudéac, l'élection de Augustin Boscher-Delangle (Légitimiste) a été invalidé le 24 novembre 1881. Charles de Janzé (Centre gauche) a été élu lors de la partielle du 29 janvier 1882.

### Dinan-1
Dans l’arrondissement de Dinan, l'élection de Marin Dagorne (Clérical-Légitimiste) a été invalidé le 10 décembre 1881. Jean-Joseph Even (Centre gauche) a été élu lors de la partielle du 29 janvier 1882.
Jean-Joseph Even (Centre gauche) est décédé le 24 octobre 1882. Joseph Deroyer (Centre gauche) est élu lors de la partielle du 3 décembre 1882.

### Dinan-2
Dans l’arrondissement de Dinan, Charles Rioust de Largentaye (Légitimiste), élu depuis 1871, est décédé le 18 décembre 1883. Son fils Frédéric Rioust de Largentaye (Légitimiste) a été élu lors de la partielle du 24 février 1884.

## Députés sortants
| Députés | Députés                       | Parti              | Fonctions lors de l'élection en 1885                                                 |
| ------- | ----------------------------- | ------------------ | ------------------------------------------------------------------------------------ |
|         | Jacques Even                  | Union démocratique | Maire du Vieux-Marché. Médecin.                                                      |
|         | Louis Armez                   | Centre gauche      | Conseiller général de Paimpol, maire de Plourivo. Ingénieur civil.                   |
|         | Charles de Janzé              | Centre gauche      | Ancien conseiller général de Loudéac. Ingénieur agronome.                            |
|         | Joseph Deroyer                | Centre gauche      | Maire de Dinan.                                                                      |
|         | Auguste Ollivier              | Légitimiste        | Conseiller général de Guingamp. Ancien juge au tribunal civil.                       |
|         | Frédéric Rioust de Largentaye | Légitimiste        | Conseiller général de Plancoët, maire de Saint-Lormel. Propriétaire agricole.        |
|         | Louis Le Gouzillon de Bélizal | Légitimiste        | Conseiller général de Moncontour. Propriétaire agricole.                             |
|         | Louis Le Provost de Launay    | Bonapartiste       | Conseiller général de La Roche-Derrien. Avocat, Propriétaire agricole.               |
|         | Charles de Goyon de Feltre    | Bonapartiste       | Ancien conseiller général du Guingamp. Attaché d'ambassade et Propriétaire agricole. |

## Mode de scrutin
Les précédentes élections se sont déroulées selon un scrutin d'arrondissement, soit un mode uninominal majoritaire à deux tours.
La Loi du 16 juin 1885 modifie le mode d'élection, passant au scrutin majoritaire plurinominal à deux tours.
Les neuf députés sont élus dans une même circonscription qui correspond au Département. 
Pour être élu dès le premier tour, il faut :
1. Dépasser la majorité absolue et
2. Réunir un nombre de suffrages égal au quart des électeurs inscrits dans la circonscription (article 5).

Au deuxième tour, la majorité relative suffit.

## Résultats

### Listes candidates

#### Liste républicaine
| N° | Candidats | Candidats           | Parti              | Principales fonctions                                              |
| -- | --------- | ------------------- | ------------------ | ------------------------------------------------------------------ |
| 01 |           | Louis Armez         | Union démocratique | Conseiller général de Paimpol, maire de Plourivo. Ingénieur civil. |
| 02 |           | Charles Baratoux    | Union républicaine | Entrepreneur en travaux publics.                                   |
| 03 |           | Charles Baudet      | Union républicaine | Conseiller d'arrondissement de Caulnes. Médecin.                   |
| 04 |           | Alfred Besnier      | Union démocratique | Conseiller général d'Étables. Armateur.                            |
| 05 |           | Alfred Blanchard    | Union démocratique | Adjoint au maire de Lannion. Avocat.                               |
| 06 |           | Léonce Connan       | Union démocratique | Sous-Préfet, Capitaine.                                            |
| 07 |           | Dr Guillet          | Union démocratique | Propriétaire de la forêt de Beffou.                                |
| 08 |           | Emmanuel Le Conniat | Union démocratique | Conseiller d'arrondissement et maire de Paimpol. Notaire.          |
| 09 |           | Yves Le Huérou      | Union démocratique | Avocat, Propriétaire à Plouëc.                                     |

#### Liste conservatrice
| N° | Candidats | Candidats                       | Parti        | Principales fonctions                                                         |
| -- | --------- | ------------------------------- | ------------ | ----------------------------------------------------------------------------- |
| 01 |           | Louis Le Gouzillon de Bélizal * | Légitimiste  | Conseiller général de Moncontour. Propriétaire agricole.                      |
| 02 |           | Jean Garnier-Bodéléac           | Bonapartiste | Maire de Quintin. Propriétaire agricole.                                      |
| 03 |           | Charles Larère                  | Conservateur | Maire de Plélan. Médecin.                                                     |
| 04 |           | Frédéric Rioust de Largentaye * | Légitimiste  | Conseiller général de Plancoët, maire de Saint-Lormel. Propriétaire agricole. |
| 05 |           | Joseph Hillion                  | Conservateur | Conseiller général de Bourbriac. Avocat.                                      |
| 06 |           | Auguste Ollivier *              | Conservateur | Conseiller général de Guingamp. Ancien juge au tribunal civil.                |
| 07 |           | Louis Le Provost de Launay *    | Bonapartiste | Conseiller général de La Roche-Derrien. Avocat, Propriétaire agricole.        |
| 08 |           | Charles de Kergariou            | Légitimiste  | Conseiller général de Lannion. Avocat, Propriétaire à Ploubezre.              |
| 09 |           | Augustin Boscher-Delangle       | Légitimiste  | Conseiller général et maire de Loudéac. Banquier, Zouave pontifical.          |

### Tableau
| Candidats                        | Candidats                       | Parti          | Groupe             | Premier tour | Premier tour |     |  |
| Candidats                        | Candidats                       | Parti          | Groupe             | Voix         | %/Votants    | Élu |  |
| -------------------------------- | ------------------------------- | -------------- | ------------------ | ------------ | ------------ | --- |  |
|                                  | Louis Le Provost de Launay *    | Bonapartiste   | Union des droites  | 71 299       | 63,05        | Oui |  |
|                                  | Auguste Ollivier *              | Conservateur   | Union des droites  | 71 153       | 62,92        | Oui |  |
|                                  | Joseph Hillion                  | Conservateur   | Union des droites  | 70 756       | 62,57        | Oui |  |
|                                  | Frédéric Rioust de Largentaye * | Légitimiste    | Union des droites  | 70 755       | 62,57        | Oui |  |
|                                  | Charles de Kergariou            | Légitimiste    | Union des droites  | 70 612       | 62,45        | Oui |  |
|                                  | Louis Le Gouzillon de Bélizal * | Légitimiste    | Union des droites  | 70 587       | 62,42        | Oui |  |
|                                  | Jean Garnier-Bodéléac           | Bonapartiste   | Union des droites  | 70 543       | 62,38        | Oui |  |
|                                  | Augustin Boscher-Delangle       | Légitimiste    | Union des droites  | 70 365       | 62,23        | Oui |  |
|                                  | Charles Larère                  | Conservateur   | Union des droites  | 70 119       | 62,02        | Oui |  |
|                                  |                                 |                |                    |              |              |     |  |
|                                  | Louis Armez *                   | Rép.opport     | Union démocratique | 42 660       | 37,73        | -   |  |
|                                  | Charles Baratoux                | Rép.opport     | Union républicaine | 40 830       | 36,11        |     |  |
|                                  | Yves Le Huérou                  | Rép.opport     | Union démocratique | 40 799       | 36,08        |     |  |
|                                  | Léonce Connan                   | Rép.opport     | Union démocratique | 40 794       | 36,08        |     |  |
|                                  | Charles Baudet                  | Rép.opport     | Union républicaine | 40 771       | 36,06        |     |  |
|                                  | Alfred Blanchard                | Rép.opport     | Union démocratique | 40 769       | 36,05        |     |  |
|                                  | Alferd Besnier                  | Rép.opport     | Union démocratique | 40 755       | 36,04        |     |  |
|                                  | Emmanuel Le Coniat              | Rép.opport     | Union démocratique | 40 735       | 36,02        |     |  |
|                                  | Dr Guillet                      | Rép.opport     | Union démocratique | 40 534       | 35,85        |     |  |
|                                  |                                 |                |                    |              |              |     |  |
| Inscrits                         | Inscrits                        | Inscrits       | Inscrits           | 163 318      | 100,00       |     |  |
| Votants                          | Votants                         | Votants        | Votants            | 113 479      | 69,48        |     |  |
| Abstentions                      | Abstentions                     | Abstentions    | Abstentions        | 49 839       | 30,52        |     |  |
| Blancs et nuls                   | Blancs et nuls                  | Blancs et nuls | Blancs et nuls     | 400          | 0,35         |     |  |
| Exprimés                         | Exprimés                        | Exprimés       | Exprimés           | 113 079      | 99,65        |     |  |
| Sources : Le Temps, Le Patriote. |                                 |                |                    |              |              |     |  |

## Députés élus
| Députés | Députés                         | Parti                   | Fonctions lors de l'élection en 1885                                          |
| ------- | ------------------------------- | ----------------------- | ----------------------------------------------------------------------------- |
|         | Louis Le Gouzillon de Bélizal * | Légitimiste             | Conseiller général de Moncontour. Propriétaire agricole.                      |
|         | Jean Garnier-Bodéléac           | Légitimiste (ex Bonap.) | Maire de Quintin. Propriétaire agricole.                                      |
|         | Charles Larère                  | Légitimiste             | Maire de Plélan. Médecin.                                                     |
|         | Frédéric Rioust de Largentaye * | Légitimiste             | Conseiller général de Plancoët, maire de Saint-Lormel. Propriétaire agricole. |
|         | Joseph Hillion                  | Légitimiste             | Conseiller général de Bourbriac. Avocat.                                      |
|         | Auguste Ollivier *              | Légitimiste             | Conseiller général de Guingamp. Ancien juge au tribunal civil.                |
|         | Louis Le Provost de Launay *    | Légitimiste (ex Bonap.) | Conseiller général de La Roche-Derrien. Avocat, Propriétaire agricole.        |
|         | Charles de Kergariou            | Légitimiste             | Conseiller général de Lannion. Avocat, Propriétaire à Ploubezre.              |
|         | Augustin Boscher-Delangle       | Légitimiste             | Conseiller général et maire de Loudéac. Banquier, Zouave pontifical.          |